# Тревиньо Моралес, Мигель
Мигель Анхель Тревиньо Моралес (Miguel Ángel Treviño Morales) — мексиканский преступник, торговец наркотиками, лидер одного из самых жестоких наркокартелей Мексики Лос-Сетас.
Мигель Тревиньо — бывший боец элитной специальной группы мексиканской армии GAFE. Предполагается, что он также обучался в военной американской школе в США.
В 2008 году Мигель Тревиньо Моралес и Эриберто Ласкано с братьями Бельтран Лейва создали союз, целью которого было формирование самого мощного мексиканского наркокартеля.
За данные о Мигеле Тревиньо США готовы были заплатить 5 млн долларов. Тревиньо был схвачен мексиканскими властями в середине июля 2013 года.